# پنتااتیلن گلیکول مونودودسیل اتر
پنتااتیلن گلیکول مونودودسیل اتر (به انگلیسی: Pentaethylene glycol monododecyl ether) با فرمول شیمیایی C۲۲H۴۶O۶ یک ترکیب شیمیایی با شناسه پاب‌کم ۱۸۲۸۱ است. که جرم مولی آن ۴۰۶٫۵۹۷۰۴ g/mol می‌باشد. 